# Campus Skellefteå
Campus Skellefteå är ett centrum för högre utbildning i Skellefteå. Här bedrivs forskning och utbildning inom bland annat trä, datorgrafik/datorspel, elkraft, omvårdnad och socialt arbete. Tidigare ansågs området ligga på Sörböle, men sedan 2011 är det en del av Centrala stan. Ursprungligen - sedan 1986/87 - kallades området Skería (Skellefteå Education and Research for Industrial Applications) efter Scheria i den grekiska mytologin. På området finns cirka 1 600 studenter.. Området var tidigare hemvist för Sörböle Plantskola och Handelsträdgård AB, som sedan 1922 etablerat sig med flera växthus, plantskola, handelsträdgård och bostadshus för chefer och förmän.
På Campus finns idag undervisningslokaler, gymnastikhall, universitetsbibliotek, kårhus, caféer, restauranger och studentpub. I området finns två universitet, Luleå tekniska universitet och Umeå universitet, forskningsinstitutet SP Trätek, Nordiska Scenografiskolan samt ett antal företag som Ascom, Systeam och OCN. Kommunfullmäktige sammanträder i Forumhuset sedan 2003, då man lämnade Hjorten. Här finns även Lernia, Kvalificerad yrkesutbildning (KY), komvuxutbildning och lärcentrum.

## Byggnader och områden

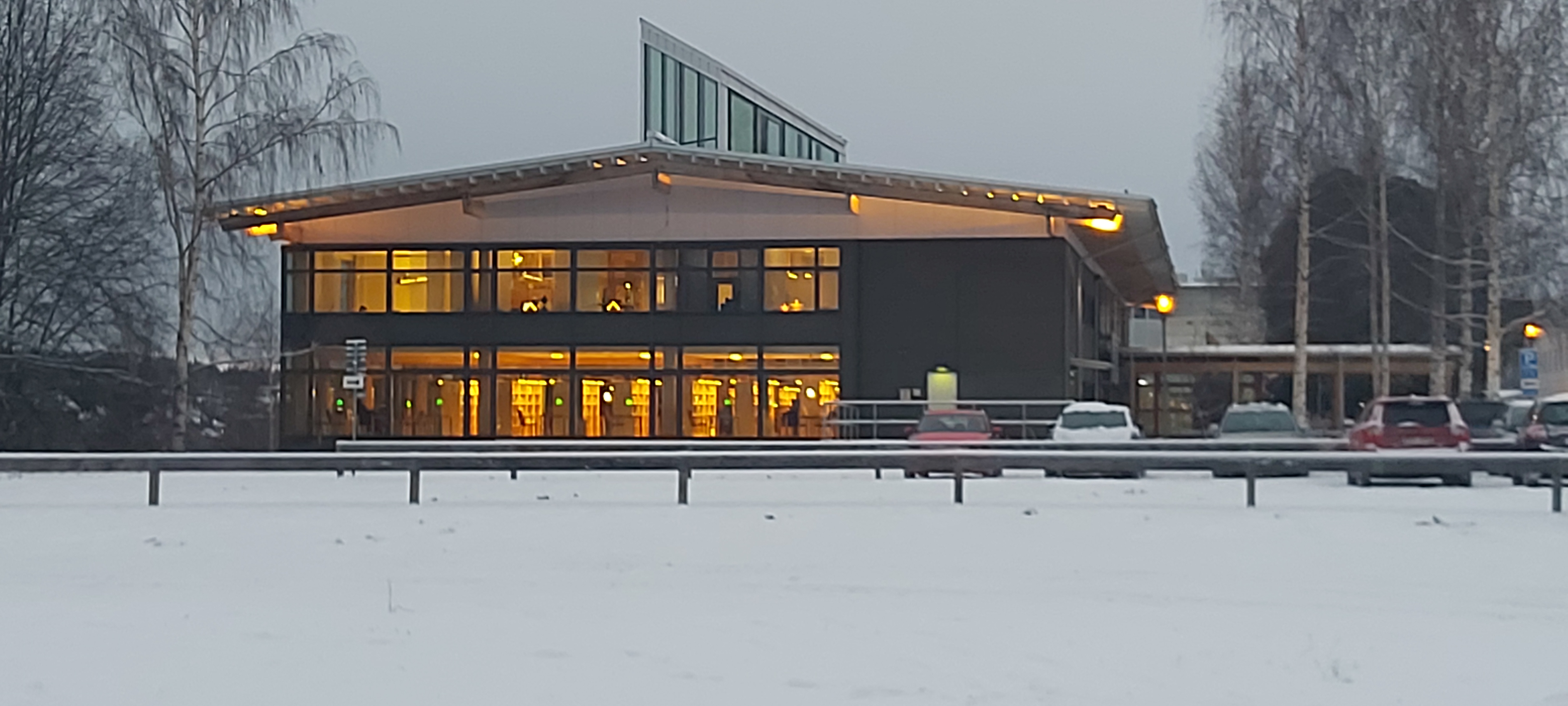
Campusbiblioteket i Skellefteå.

### Luleå tekniska universitet
Luleå tekniska universitet huserar mellan Forskargatan och Laboratorgränd i tre nordsydliga hus som är sammanbyggda: A, B1 och B2 (från väster till öster). I den södra delen av B2-huset finns RISE.

Exteriörer
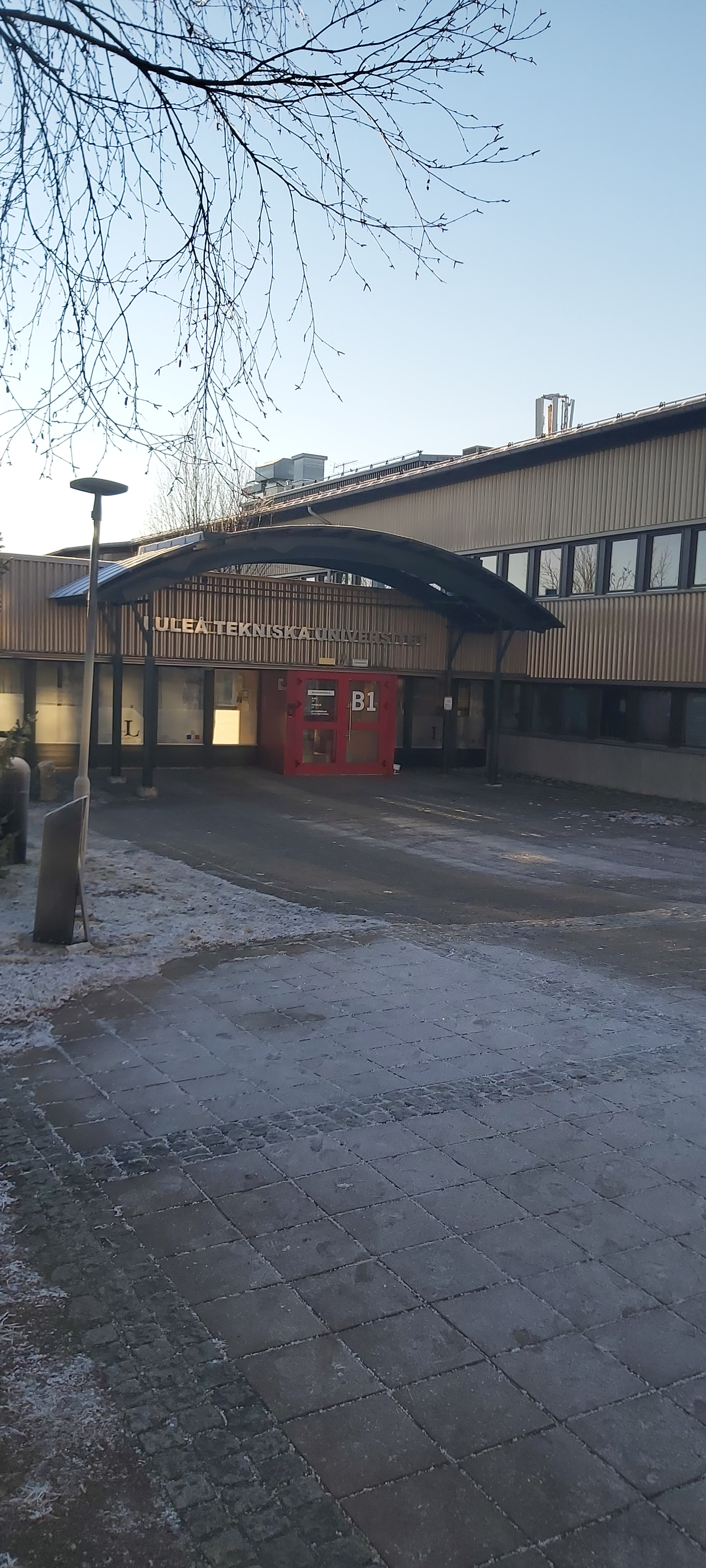
Huvudingång.
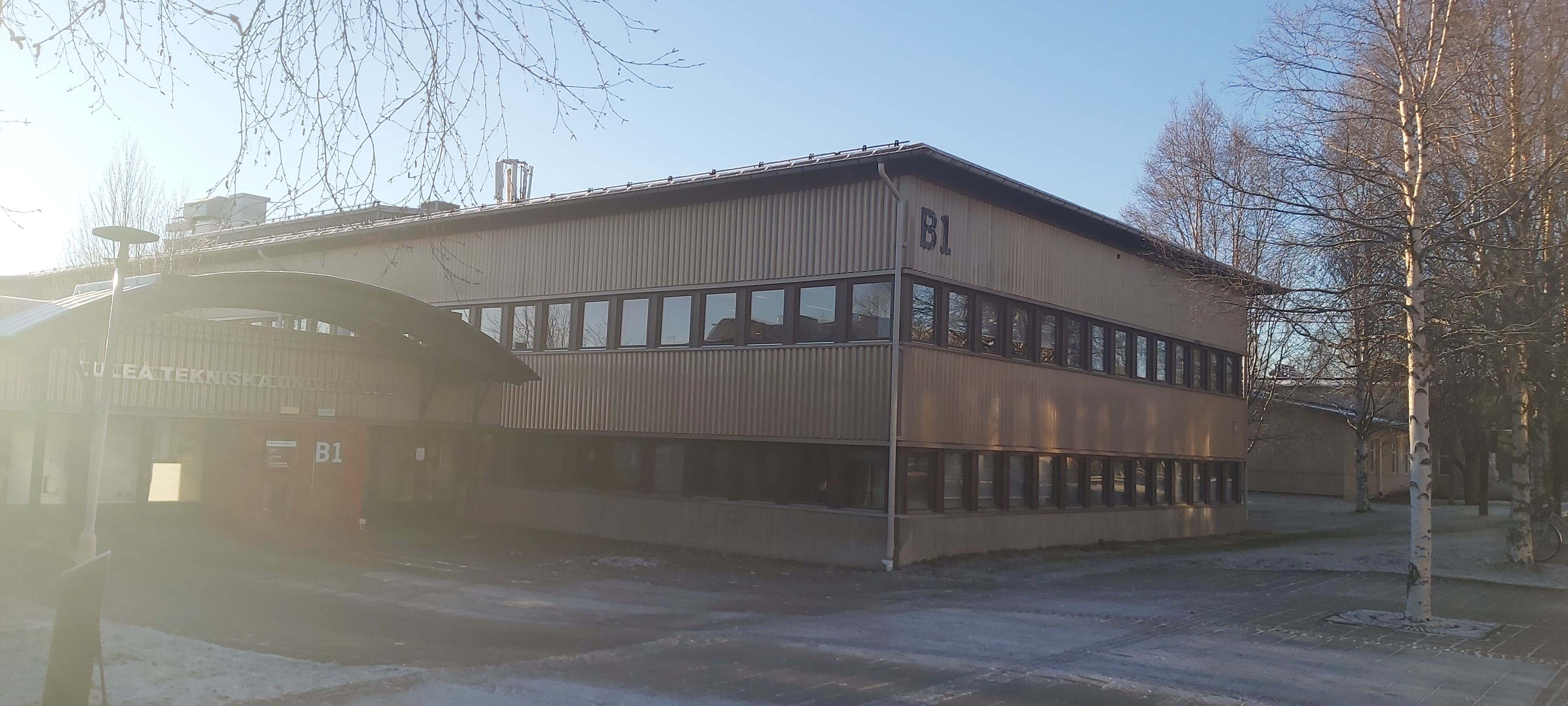
Huvudingång och B1-huset till höger.
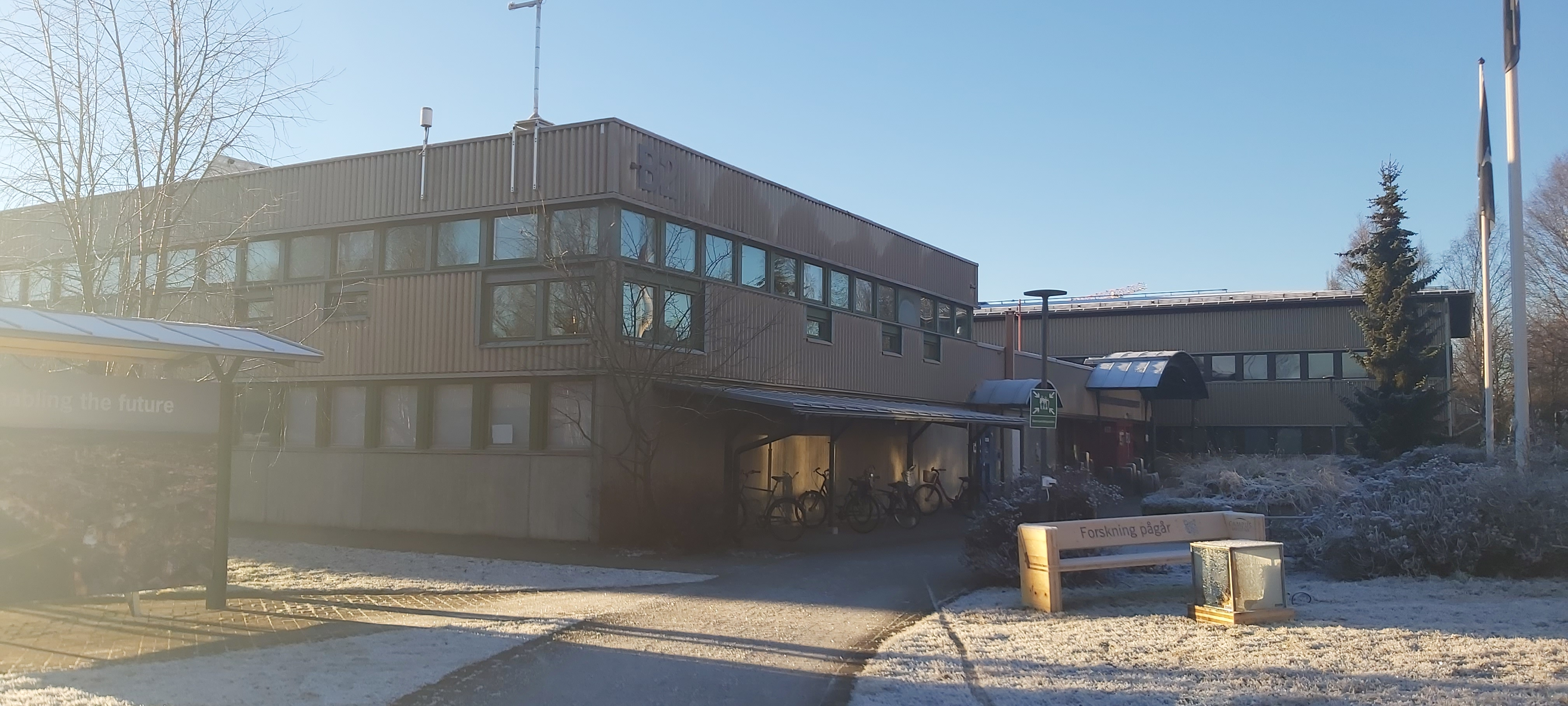
B2-huset från nordost.
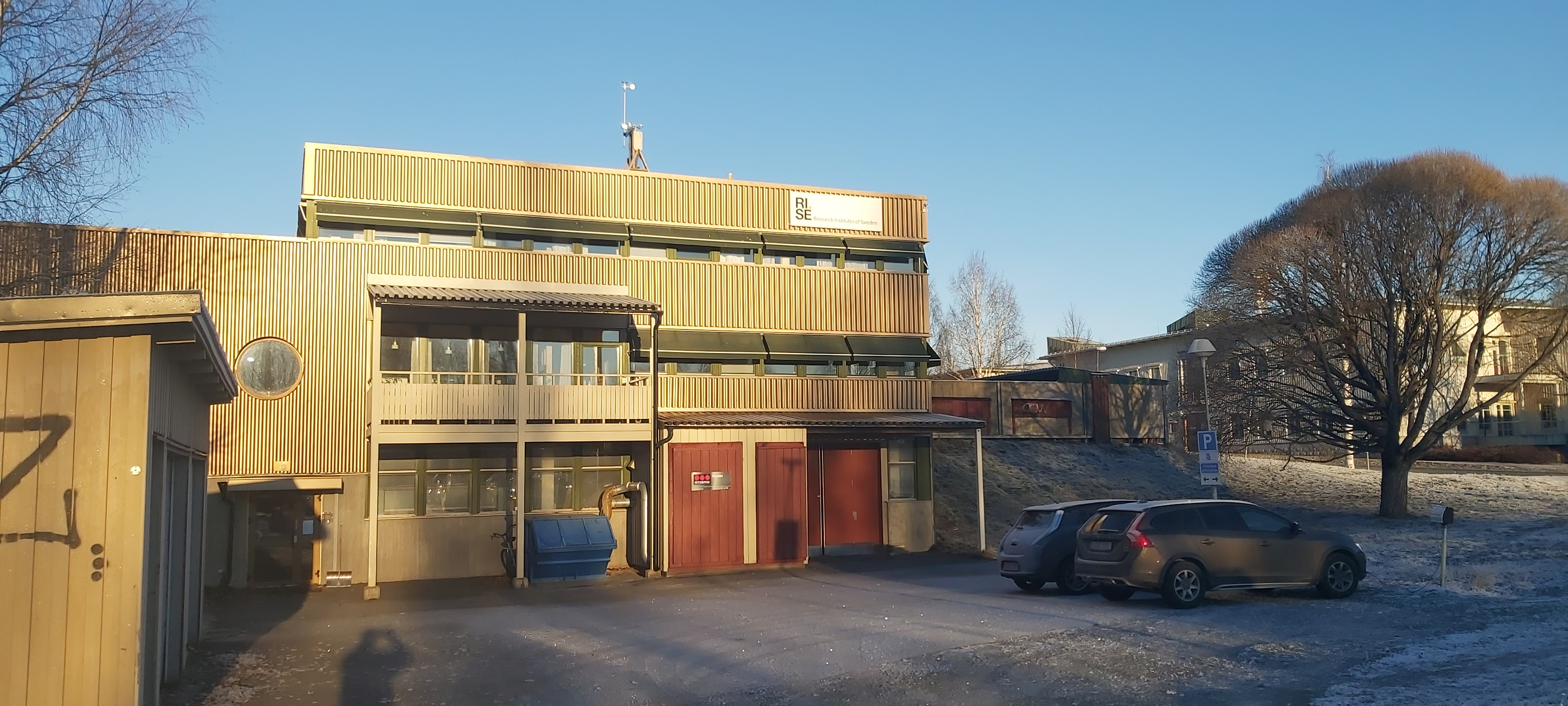
Södra delen av B2-huset med Rise.
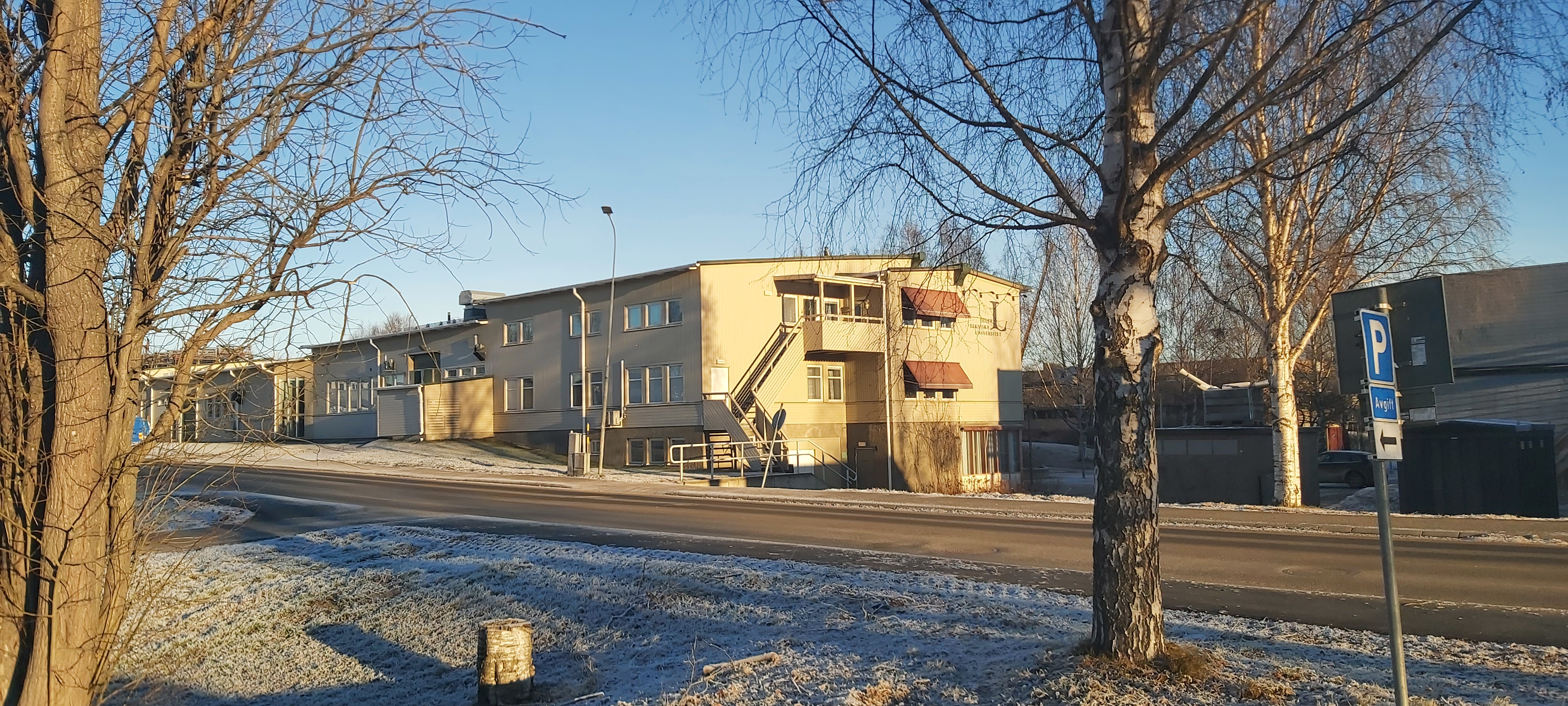
A-huset sett från sydväst (Forskargatan).
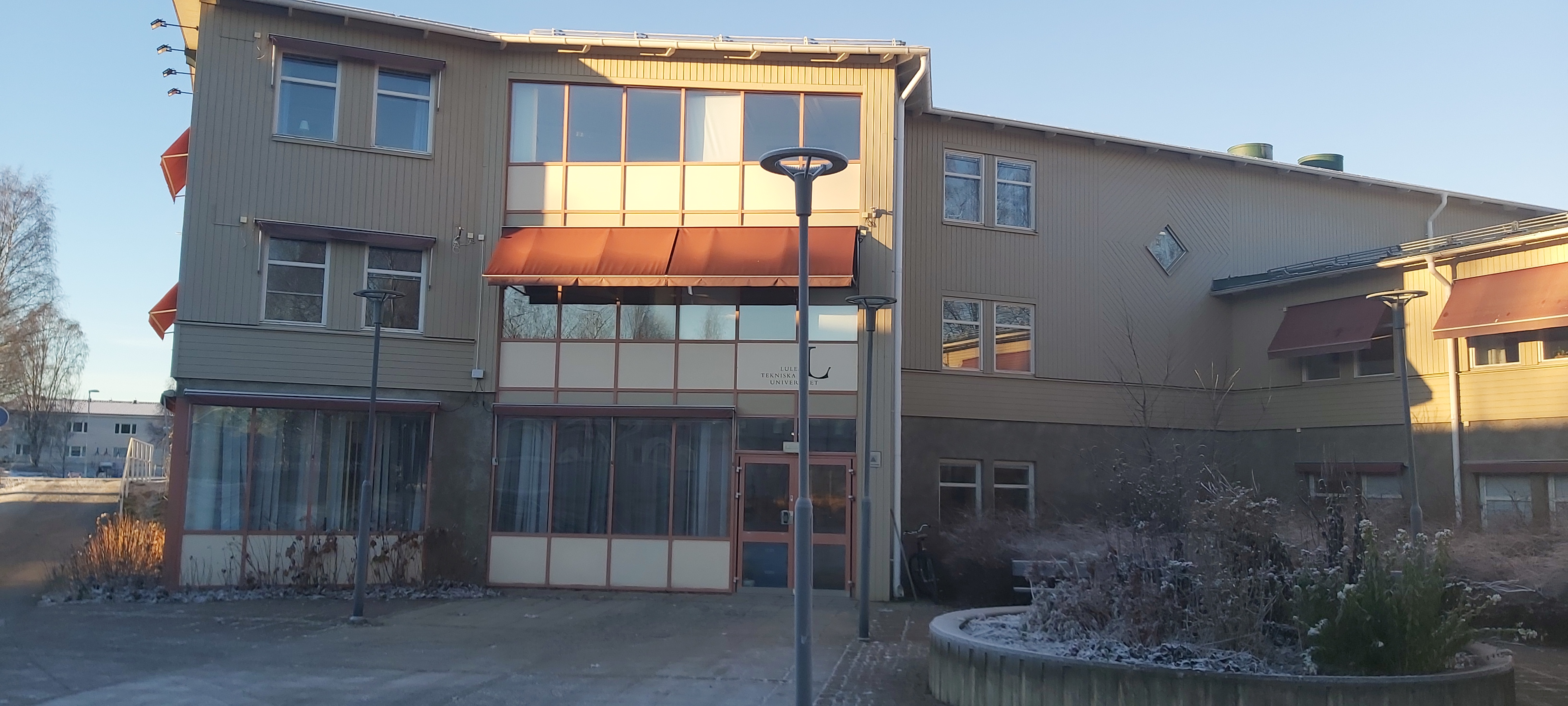
Den södra ingången till A-huset.